# 香港理工大學工程學院
香港理工大學工程學院是香港理工大學的學院之一。該學院由航空及民航工程學系、生物醫學工程學系、電子計算學系、電機工程學系、電子及資訊工程學系、工業及系統工程學系、機械工程學系組成。

## 電子計算學系
電子計算學系是香港理工大學轄下的學系，同時隸屬大學工程學院。於理工升格前，學系已經在1974年成立。和其他大專院校之電腦科學課程相比，理大電子計算學系較重視市場對相關科技需要，而非學術研究。

### 課程
學系的課程定位為「實用為本」，同時設有學士，理學碩士及研究碩士/博士課程。
- 電子計算(榮譽)理學士學位組合課程 - 設有電子計算理學士學位（BSc in Computing）、企業信息管理理學士學位（BSc in Enterprise Information Systems）及資訊科技理學士學位課程，課程內學生於一年級期間選擇上述三個學位其中一個。
- 電子計算及管理學雙學位課程（BSc in Computing And BBA in Management） - 和管理及市場學系合辦
- 電子計算(榮譽)文學士學位課程（兼讀制）

除了雙學位課程為四年制外，其餘課程均為三年制。
以下為學系的碩士課程：
- 電子商貿理學碩士學位 / 研究文憑
- 信息系統理學碩士學位 / 研究生文憑
- 資訊科技理學碩士學位 / 深造文憑
- 軟件科技理學碩士學位 / 深造文憑

## 機械工程學系
機械工程學系是香港理工大學的創校學系之一，學系共有六個主要的研究領域。機械工程學系經常邀請國際知名的學者作客席授課並組織國際會議。學系為學生提供免費交換生計劃。。